# Gare de Limeyrat
La gare de Limeyrat est une gare ferroviaire française de la ligne de Coutras à Tulle, située sur le territoire de la commune de Limeyrat, dans le département de la Dordogne en région Nouvelle-Aquitaine.
C'était une halte ferroviaire de la Société nationale des chemins de fer français (SNCF), desservie par des trains TER Nouvelle-Aquitaine.
Depuis le 13 décembre 2020, les trains ne marquent plus l’arrêt. Un service de TAD (Transport à la demande) est mis en place en substitution.

## Situation ferroviaire
Établie à 215 m d'altitude, la gare de Limeyrat est située au point kilométrique (PK) 101,243 de la ligne de Coutras à Tulle, entre les gares ouvertes de Milhac-d'Auberoche et de Thenon.

## Histoire
Lors de l'ouverture en 1860 du tronçon Périgueux - Brive, la gare de Limeyrat ne fait pas partie des gares prévues. En octobre 1873, plusieurs communes s'associent et font parvenir une pétition au conseil général de la Dordogne pour demander l'établissement d'une gare à Limeyrat, entre celles de Thenon et de Milhac. Le ministère des Travaux publics signifie son refus en décembre de la même année.
Ce n'est qu'en juillet 1890 que le même ministère donnera enfin son accord à cette réalisation.
En raison d’un manque de fréquentation ainsi que d’une volonté d’accélération des trains sur la ligne, la région a décidé dans son plan Optim’TER que les trains ne marqueraient plus l’arrêt et qu’ils seraient remplacés par un simple service de TAD (Transport à la demande),

## Service des voyageurs

### Accueil
Halte SNCF, c'est un point d'arrêt non géré (PANG), à entrée libre.

### Desserte
Limeyrat était desservie par des trains TER Nouvelle-Aquitaine qui effectuent des missions entre les gares de Périgueux et de Brive-la-Gaillarde.

### Intermodalité
Le stationnement des véhicules est possible à proximité.

## Galerie

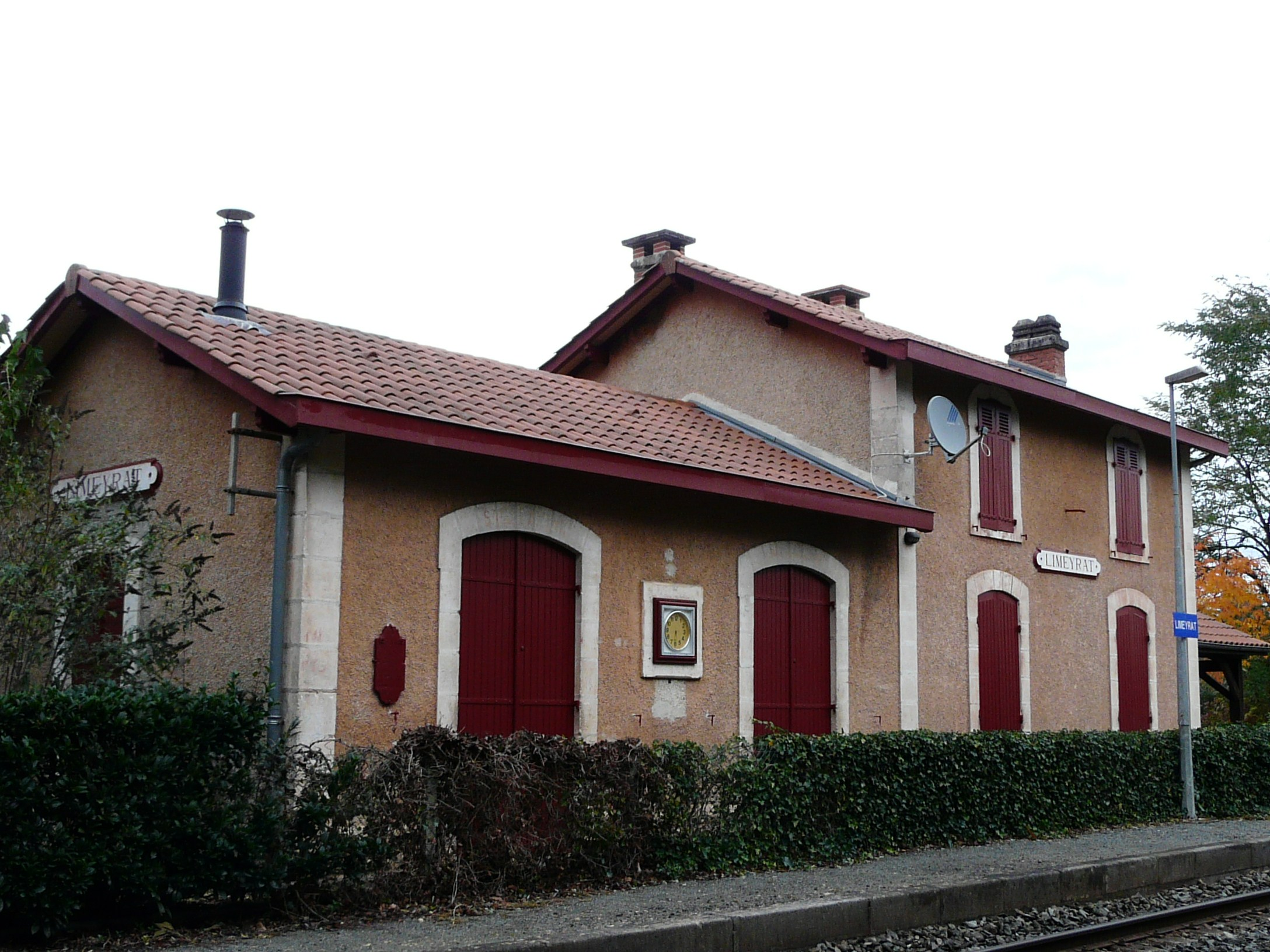
Les anciens bâtiments de la gare.
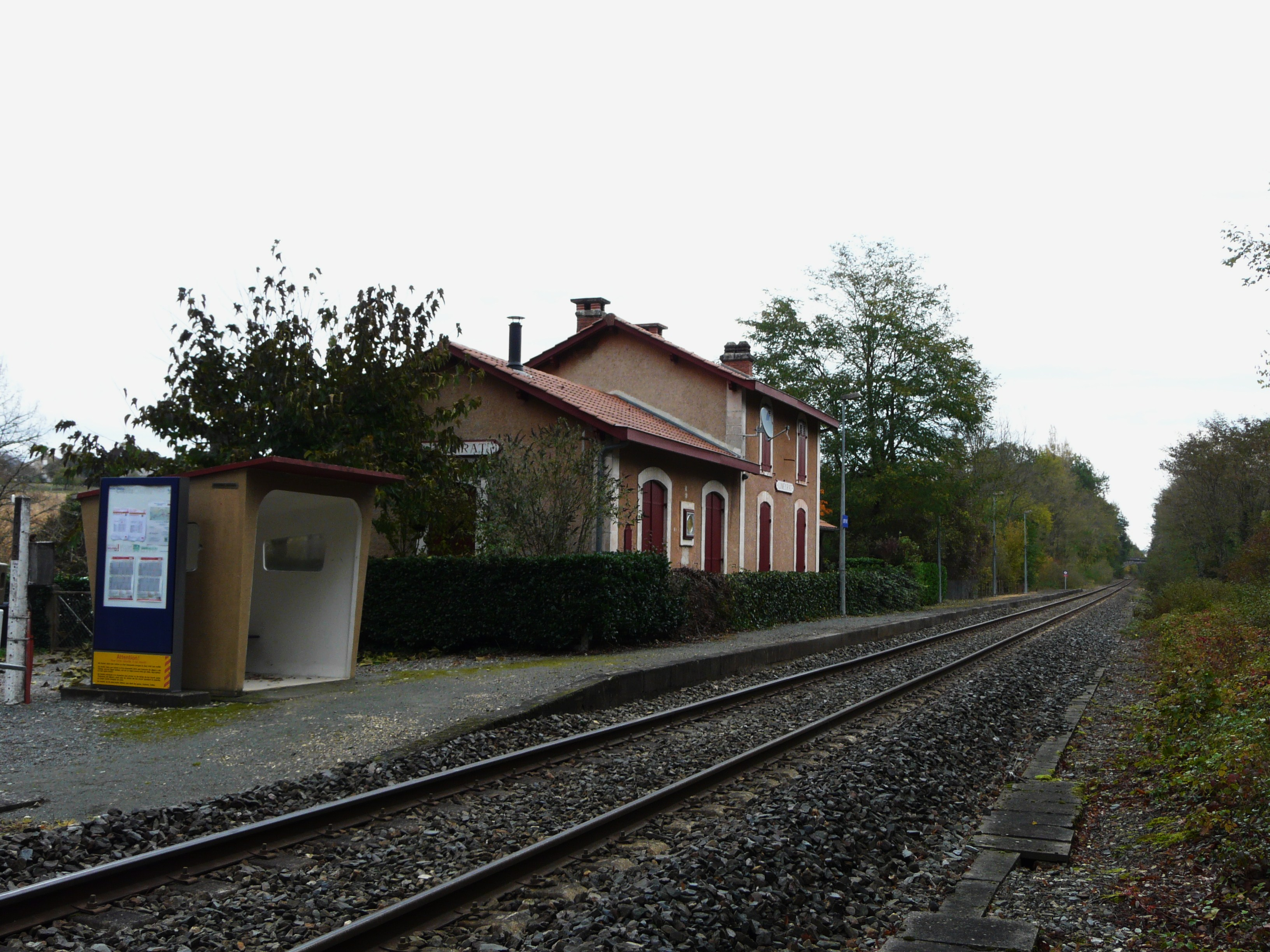
La voie en direction de Brive.
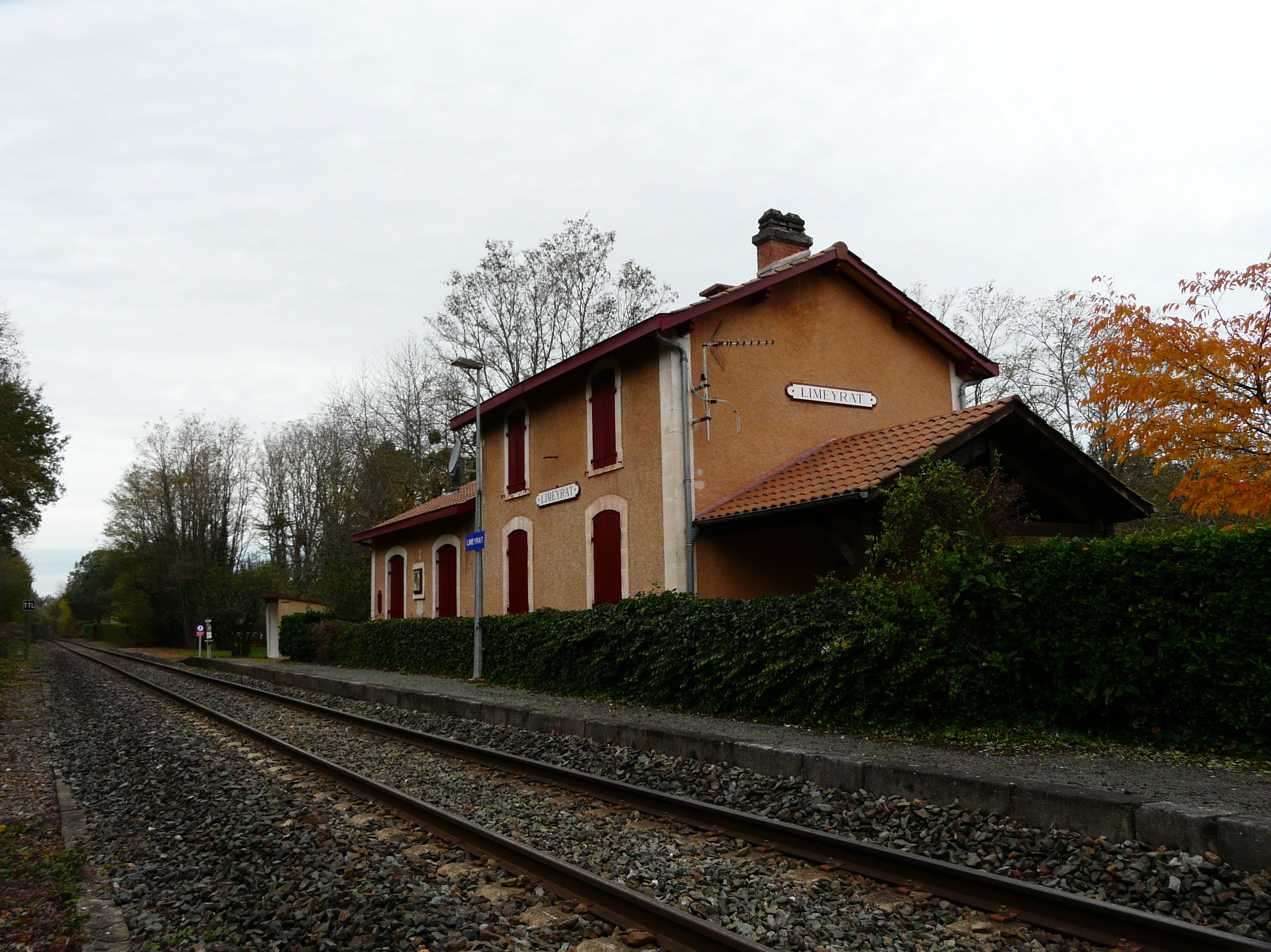
La voie en direction de Périgueux.